# KNTV
KNTV（ケイエヌティーヴィー）は、SM ENTERTAINMENT JAPANが運営している韓流専門チャンネル。韓国の主要放送局（MBC、SBS）の番組を中心に放送している。

## 概要
SM ENTERTAINMENT JAPANが運営するケーブルテレビ放送網。最速の韓国ドラマ、バラエティ、音楽番組などを字幕付きで放送している韓流専門チャンネルである。
以前はKNTV株式会社が運営をしていたが、2016年5月、DATVを運営する株式会社デジタルアドベンチャーに吸収合併され、その後は同社が運営している。なお、DATVは2021年5月に放送を終了しており、一部番組の放映をKNTVが引き継ぐ措置が採られた。
放送開始当初は一日数時間、韓国からのニュース番組を生放送するなど日本に在住している韓国人向けの放送局という意味合いが強かったが、開局後数年して韓国ドラマが日本でブームとなったため、ほとんどの韓国ドラマを日本語字幕付きで放送を行い日本人主婦層などの韓国ドラマファンの視聴者を増やしている。例えばMBCのドラマ「大長今」は、NHKで「宮廷女官チャングムの誓い」として放送される前に、KNTVで日本語字幕付きで放送されていた。

## 沿革
1996年10月、パーフェクTV!（現：スカパー!プレミアムサービス）の開局と共に「KNテレビジョン」放送開始。
2006年、KBSが自ら日本法人を設立し「KBS WORLD」の放送を開始したため、KBSの番組はほとんどKBS WORLDに移行し、それ以降のKBSの番組は外部が製作したドラマや、KBS WORLDの編成から外れたごく一部のバラエティを主に編成している。このため、MBC・SBSのコンテンツを中心とした放送を行っている。2008年には、MBC・SBSがKNTVに出資している。
開始当初から2021年5月までは韓国のニュース番組も放送されており、韓国からの生放送であるにもかかわらず、日本語字幕（2006年12月以降）を入れて放送を行っていた。同じ会社のDATVの閉局に伴う韓国のバラエティ番組が当局に多数移行するため、編成上の都合上によるもの。
2009年11月、ひかりTVにてハイビジョン放送（チャンネル名は「KNテレビジョンHD」）を開始した。
2010年3月、JCNグループ局（除く熊本局）にて放送開始。
2010年10月1日、チャンネル名を現在の「KNTV」に変更。
2010年12月、スカパー!HD、CNCIグループ局にてハイビジョン放送「KNTV HD」を放送開始。
韓国教育放送公社（EBS）のごく一部の番組や、2010年代以降に開局した新聞社系列の総合編成チャンネルの番組も当社で放送しているが、CJ ENMの系列が製作したほとんどの番組は、同社の日本法人が運営するMnet JAPANが日本での初放送を請負っており、このような番組は同局の編成から外れた一部ドラマのみを扱っている。それ以外にも、YouTube Koreaの国民的な人気を誇るチャンネル動画も、字幕付きで放送されている。
2016年5月、KNTV株式会社が株式会社デジタルアドベンチャー（現：SM ENTERTAINMENT JAPAN）に吸収合併された。
2016年12月1日、スカパー!プレミアムサービスの衛星一般放送事業者がスカパー・ブロードキャスティングからスカパー・エンターテイメントに変更。
2019年1月、運営会社が株式会社ストリームメディアコーポレーションに商号変更。4月には、同社が運営するチャンネル「KNTV」「DATV」「Kchan!韓流TV」の共通マスコットキャラクター「ときめきリンちゃん」が制作された。
2020年5月14日、LINE公式アカウントを開設。
2020年6月1日、スカパー!サービスのCh.801「スカチャン1」にてKNTVの番組を放送開始。商品名は「KNTV801（ケーエヌティーヴィーはちまるいち）」（7:00 - 26:00の放送。スカパー!プレミアムサービスと一部編成が異なる）。これに伴いスカパー!プレミアムサービスの「スカチャン1（Ch.581）」は、同日より24時間放送休止となった。
2021年5月31日、ストリームメディアコーポレーションが運営するDATVの放送を終了。放送終了に伴い、一部番組の放映をKNTVが引き継ぐ措置が採られた。
2021年10月1日、契約者向けの無料動画配信サービス「KNTV＋」を開始。KNTVをリアルタイムで視聴できるほか、KNTVで放送されたドラマ、バラエティ、音楽番組の見逃し配信を無料で利用できる。
2025年6月、運営会社が株式会社SM ENTERTAINMENT JAPANに商号変更。

## 放送時間
基本的には24時間放送であるが、5:50頃から6:00にカラーバーが放送され事実上この間は放送休止の扱いとなる。

### 配信されているケーブルテレビ局
- 長崎ケーブルメディア
- JCOM
  - 加盟ケーブルテレビ局一覧（一部対応していない局がある）
- テレビ小山放送
- 本庄ケーブルテレビ
- イッツコム
- 多摩テレビ
- トコちゃんねる静岡
- CNCIグループ
- ケイ・オプティコム・eo光テレビ（旧ケイ・キャットによるHFCを含む）
- 近鉄ケーブルネットワーク
  - KCN eo光テレビ
  - テレビ岸和田
  - KCN京都
  - こまどりケーブル
- ケーブルメディアワイワイ